# Schistidium scabrifolium
Schistidium scabrifolium là một loài Rêu trong họ Grimmiaceae. Loài này được (Broth.) H.A. Mill., H. Whittier & B. Whittier mô tả khoa học đầu tiên năm 1978.